# Detroit Pistons 1967-1968
La stagione 1967-68 dei Detroit Pistons fu la 19ª nella NBA per la franchigia.
I Detroit Pistons arrivarono quarti nella Eastern Division con un record di 40-42. Nei play-off persero la semifinale di conference con i Boston Celtics (4-2).

## Roster
| N°    | Naz.                   | Ruolo | Sportivo         | Anno | Alt. | Peso |
| ----- | ---------------------- | ----- | ---------------- | ---- | ---- | ---- |
| 5     | Stati Uniti (bandiera) | A     | Happy Hairston   | 1942 | 201  | 102  |
| 5     | Stati Uniti (bandiera) | GA    | Tom Van Arsdale  | 1943 | 196  | 92   |
| 10    | Stati Uniti (bandiera) | G     | Paul Long        | 1944 | 188  | 82   |
| 12    | Stati Uniti (bandiera) | GA    | George Carter    | 1944 | 193  | 95   |
| 14    | Stati Uniti (bandiera) | GA    | Eddie Miles      | 1940 | 193  | 88   |
| 16    | Stati Uniti (bandiera) | C     | Joe Strawder     | 1940 | 208  | 107  |
| 17-19 | Stati Uniti (bandiera) | AC    | Len Chappell     | 1941 | 203  | 109  |
| 20    | Stati Uniti (bandiera) | AC    | George Patterson | 1939 | 203  | 104  |
| 21    | Stati Uniti (bandiera) | G     | Dave Bing        | 1943 | 191  | 82   |
| 22    | Stati Uniti (bandiera) | GA    | Dave DeBusschere | 1940 | 198  | 100  |
| 23    | Stati Uniti (bandiera) | AC    | Jim Fox          | 1943 | 208  | 104  |
| 23    | Stati Uniti (bandiera) | AC    | John Tresvant    | 1939 | 201  | 98   |
| 24    | Stati Uniti (bandiera) | G     | Jimmy Walker     | 1944 | 191  | 88   |
| 43    | Stati Uniti (bandiera) | GA    | Terry Dischinger | 1940 | 201  | 86   |
| 44    | Stati Uniti (bandiera) | A     | Sonny Dove       | 1945 | 201  | 90   |

## Staff tecnico
- Allenatore: Donnie Butcher
- Vice-allenatore: Paul Seymour